# And I Wish I Were Stoned
And I Wish I Were Stoned / Don't Worry is het achttiende album van de Britse progressieve-rockband Caravan. Het is een verzamelalbum met nummers uit het begin van de jaren zeventig.

## Tracklist
1. "And I Wish I Were Stoned" / "Don't Worry"
2. "Can't Be Long Now" / "Françoise" / "For Richard" / "Warlock"
3. "No Backstage Pass"
4. "The Dog, The Dog He's At It Again"
5. "The Love In Your Eye..."
6. "In The Land Of Grey And Pink"
7. "Memory Lain, Hugh"